# Kreislaufstillstand
Als Kreislaufstillstand, häufig mit Herzstillstand gleichgesetzt, bezeichnet man das akute Aufhören der Blutzirkulation durch eine plötzlich eingetretene schwere Störung im Herz-Kreislauf-System. Etwa 10 bis 15 Sekunden nach Eintritt eines Kreislaufstillstands kommt es zur Bewusstlosigkeit und nach 30 bis 60 Sekunden zum Atemstillstand. Man spricht dann auch vom klinischen Tod (mit Funktionsausfall der drei großen Organsysteme Zentralnervensystem, Atmung und Kreislauf). Dieser Zustand ist (im Gegensatz zum biologischen Tod) potenziell reversibel und lässt sich durch die Einleitung einer Herz-Lungen-Wiederbelebung (kardiopulmonale Reanimation) therapieren. Die Wiederbelebung gelingt jedoch nicht in jedem Fall, und die Maßnahmen sind, je nach Umgebungstemperatur und Körpergröße bzw. Alter, nur in einem begrenzten Zeitfenster erfolgversprechend. Ohne erfolgreiche Wiederbelebung oder maschinelle Aufrechterhaltung der Kreislauffunktionen tritt der Tod ein.

## Ursachen
Beim erwachsenen Menschen hat ein Herz-Kreislauf-Stillstand vor allem kardiovaskuläre Ursachen wie Herzrhythmusstörungen (in bis zu 80 % der Fälle Kammerflimmern oder ventrikuläre Tachykardie) oder Durchblutungsstörungen (Ischämien wie beim Herzinfarkt), wobei jeder Herzstillstand zum Kreislaufstillstand führt. Bei Kindern überwiegen primär atmungsbedingte (respiratorische) Ursachen (zum Beispiel Aspiration von Fremdkörpern).
Bei einer Studie in Schottland war die häufigste außerklinische Ursache eines Kreislaufstillstands im Sinne eines Notfalls mit über 80 % der plötzliche Herztod, bedingt durch einen Herzinfarkt oder Herzrhythmusstörungen.
Weitere Ursachen sind Lungenerkrankungen, Erkrankungen des Gehirns wie z. B. ein Schlaganfall oder eine Lungenembolie. In neun Prozent führen andere Gründe wie Unfälle, Ersticken, Vergiftungen, Ertrinken, Suizide oder Stromunfälle zum Kreislaufstillstand.

## Unterscheidung
Der Kreislaufstillstand, also ein Versagen der Durchblutung des Körpers (Kreislaufversagen), kann in mehrere Formen unterteilt werden:

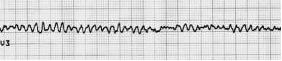
EKG-Ableitung von Kammerflimmern

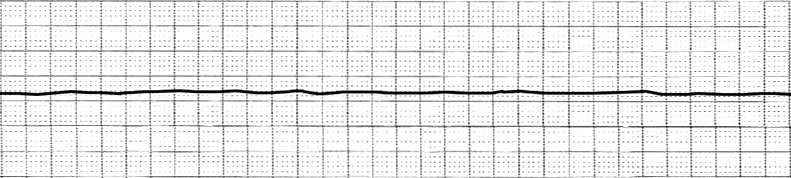
EKG-Ableitung einer Asystolie

- Kammerflimmern, auch ventrikuläre Fibrillation (VF) genannt: Die Muskelkontraktion ist gestört, die einzelnen Herzmuskelzellen arbeiten unkoordiniert und unabhängig voneinander, so dass sich keine Kontraktion des gesamten Herzmuskels, die für den Auswurf wichtig ist, entwickeln kann.
- pulslose ventrikuläre Tachykardie (pVT): Das Herz schlägt so schnell, dass es sich zwischen zwei Schlägen nicht ausreichend mit Blut füllen kann und daher keine Pumpleistung erbringt.
- hypodynamische Herzinsuffizienz (englisch weak action): Bradykardie mit unzureichender (insuffizienter) Auswurfleistung
- Elektromechanische Entkoppelung, auch elektromechanische Dissoziation (EMD) oder pulslose elektrische Aktivität (PEA) genannt: Eine elektrische Aktivität der Herzmuskelfasern ist zwar vorhanden, diese Reize werden jedoch nicht oder kaum in mechanische Herzaktionen (Kontraktionen) umgesetzt.
- Asystolie (echter Herzstillstand): Es liegt ein kompletter Ausfall der elektrischen und mechanischen Herzaktionen vor.

Auch wenn alle Formen effektiv einen Ausfall der Pumpfunktion bedeuten, ist die Differenzierung für die erweiterte Therapie wichtig.

## Zeichen
Als sichere Zeichen eines Kreislaufstillstands gelten:
- Pulslosigkeit größerer Arterien (Arteria carotis communis oder Arteria femoralis);
- anfänglich Schnappatmung; diese tritt bei einem Herzstillstand auf (nach ca. 20–30 Sekunden);
- Atemstillstand; dieser tritt bei einem Kreislaufstillstand nach ca. 30–60 Sekunden auf.

Als unsichere Zeichen gelten:
- Fehlen von Reflexen
- weite oder lichtstarre Pupillen (ca. 60 Sekunden),
- Zyanose (grau-blaue Haut),
- Krämpfe,
- Pulslosigkeit der Arteria radialis (am Handgelenk),
- Fehlen hörbarer Herztöne.

Bewusstlosigkeit tritt nach wenigen Sekunden Kreislaufstillstand ein.

## Vorkommen
Weltweit ist der plötzliche Herztod weiterhin eine der Haupttodesursachen. Außerhalb des Krankenhauses (OHCA, Out-of-Hospital Cardiac Arrest: englisch für außerklinischer Kreislaufstillstand) wird die Häufigkeit des Kreislaufstillstandes durchschnittlich mit ca. 55 Fällen pro 100 000 Personenjahre angegeben. Für den innerklinischen Kreislaufstillstand (IHCA, In-Hospital Cardiac Arrest) variiert die Zahl zwischen 1 und 5 pro 1000 Krankenhausaufnahmen.

## Therapie
Der Kreislaufstillstand ist ein unmittelbar lebensbedrohlicher medizinischer Notfall und erfordert umgehend die Einleitung einer Herz-Lungen-Wiederbelebung.
Neben den Basismaßnahmen Herzdruckmassage und Beatmung, die auch von Laien und ohne besondere Ausrüstung durchgeführt werden können, ist eine schnelle erweiterte Therapie (Medikamente, Defibrillation) beispielsweise durch den Rettungsdienst notwendig. Deshalb sollte nach dem Erkennen der Bewusstlosigkeit einer Person so schnell wie möglich ein Notruf abgesetzt werden.
Die Reanimation durch Laien spielt eine entscheidende Rolle für das Behandlungsergebnis des Patienten. Bis der Rettungsdienst eintrifft, können durch Sauerstoffmangel bereits irreversible Schäden am Gehirn entstanden sein, was nur mit einer ausreichenden Herzdruckmassage und Beatmung hinausgezögert werden kann.